# 麻生徹男
麻生 徹男（あそう てつお、1910年（明治43年）1月7日 - 1989年（平成元年）7月11日）は、昭和期の医師、医学博士。大日本帝国陸軍軍医として日中戦争、太平洋戦争に従軍した。

## 略歴
福岡県で産婦人科医・麻生貞の長男として生まれる。福岡中学校（現福岡県立福岡高等学校）、福岡高等学校を経て、1935年（昭和10年）3月、九州帝国大学医学部卒業。産婦人科を専攻。同年4月、医籍登録を行い同大医学部副手となる。
1937年（昭和12年）11月応召。大日本帝国陸軍衛生部見習士官として14号兵站病院に勤務。中国の上海や南京を転勤。1939年（昭和14年）、報告書「花柳病ノ積極的予防法」を作成。この報告書は、戦後、慰安婦問題に関して千田夏光らの著作で度々引用された（後述）。1940年（昭和15年）8月、軍医中尉に昇進。1941年（昭和16年）4月、召集解除。1942年（昭和17年）1月、再召集され独立野戦高射砲第34中隊付となる。同年11月、独立野戦高射砲第60大隊付に転じ、同年12月、ラバウルに上陸。マラリア対策に従事。1944年（昭和19年）9月、軍医大尉に昇進し、1945年（昭和20年）4月、独立混成第34連隊付に転じ、1946年（昭和21年）3月に復員した。戦後、1946年6月に麻生産婦人科医院を再開し、1980年（昭和55年）11月まで院長を務めた。
福岡助産婦学校長、福岡YMCA主事代行、福岡女学院理事、日本基督教団福岡中部教会日曜学校長等を歴任した。

## 著書等
戦後、戦争体験を著作等で発表している。1957年に博多の雑誌『うわさ』に証言を述べた。1977年に刊行したシリーズ『一億人の昭和史 第10巻 不許可写真史』（毎日新聞社、1977年1月）に、写真5点を提供した。
1986年、私家本『戦線女人考』を出版。作家の森崎和江はこの本での朝鮮人慰安婦についての記録に感動したと述べている。
1989年に死去した麻生の遺稿は、1990年に不二出版で出された『軍医官の戦場報告意見集』（高崎隆治編）に掲載されている。
単著
- 『戦線女人考』（1986年、私家本）
- 『上海より上海へ──兵站病院の産婦人科医』（1993年8月、石風社）
- 『ラバウル日記──一軍医の極秘私記』（2000年、石風社）

共著
- 天児都（次女）共編著『慰安婦と医療の係わりについて』（梓書院、2010年、新版2014年）ISBN 4870355248 [7]。

## 慰安婦問題との関連

### 千田夏光 著『従軍慰安婦』
慰安婦について書かれた作家千田夏光の『従軍慰安婦』（1973年双葉社、三一新書1978年。講談社文庫1984年）において、麻生徹男へのインタビューが掲載されている。そこでは麻生軍医は「はじめ陸軍慰安所という文字を見て、演芸か何かをやる場所だと思いました。ですから待機中の婦女子というのは、内地から慰問に来た三味線を弾いたり歌をうたう芸能人だと考えてきました。」等と千田に語ったと記されている。このほか、麻生軍医の作成した報告書「花柳病ノ積極的予防法」が同書では全文掲載され、千田による解釈注釈が付されている。
しかし、麻生徹男軍医の娘で女医の天児都は千田の『従軍慰安婦』に裏付けのない記述や矛盾が多いと批判して、次の点を挙げた。
- 千田が造語した「従軍慰安婦」という用語では「従軍」に強制の意味が含まれる為、容易に「強制連行」に結びつき、「性的奴隷」を容易に想像させた為、混乱のもととなった[3]。また、千田は根拠なく強制連行と慰安所・慰安婦を結びつけた[3]。
- ヨーロッパの軍も植民地に慰安婦制度を置いてたことは千田が引用している麻生報告書にも明記してあるのに、日本軍を「娼婦連れで戦った唯一の軍隊」として流布させた[3]。
- 1939年6月30日の軍医会同での講演で発表した麻生軍医の論文で80人の朝鮮人と20人の日本人を診察したことを根拠に、麻生軍医が「朝鮮人慰安婦強制連行」の責任者であると千田が主張した。
- 麻生論文では娼館（娼楼）ではない軍用娯楽所（音楽、活動写真、図書等）を提言しているのに、麻生軍医が娼婦を不可欠と主張したかのように千田が描いたこと。

千田は、麻生軍医を慰安婦制度を考案した責任者のようにほのめかしてしまったことを娘の天児に1996年4月15日消印の手紙で「これらの著述は誤りであり、今後誤解をまねく記述はしない」と謝罪した。この千田による謝罪と自著否定発言を踏まえて天児は出版元の三一書房と講談社へその部分の改訂を要請したが、二社とも改訂しなかった。
天児は「慰安婦問題は千田夏光の誤りを検証せず、事実として平成3,4年頃出版した人たちが誤りを再生産して日本中に広め、それが海外へ流出して不幸な日本叩きの材料とされた事件だ」と、日本軍の慰安婦問題についてコメントを述べている。
麻生徹男軍医は上海の慰安所と日本人慰安婦の写真10点を残しているが、この慰安婦たちは支度金1000円を支給して急遽北九州地区から集められた女性たちで、1937年12月の南京陥落前後に日本軍の行動が国際問題となったための婦女暴行対策である。

### 中国による写真の無断使用
2015年9月、中国が「南京大虐殺文書」と「慰安婦関連資料」をユネスコ記憶遺産に申請し、前者の登録が決定された。このうち「慰安婦関連資料」には、麻生徹男の撮影した「楊家宅慰安所」の写真が含まれており、しかも中国側が著作権を主張していることが分かった。この写真は、『一億人の昭和史 不許可写真史』に初めて掲載され、その後いわゆる慰安婦問題が俎上に上るようになってから、強制連行や奴隷的な待遇を示す文脈で頻繁に引用されるようになったが、娘の天児都によれば、麻生は生前慰安婦について強制連行や奴隷など一言も口にしていないという。これに関して、自民党も事実関係の調査を進めるとしている。

## 家族

### 天児都
次女に医師の天児都がいる。天児都は千田夏光による麻生軍医の記載に端を発する問題について『正論』1995年12月号に「従軍慰安婦と私」、1997年7・8月号『現代コリア』に「慰安婦問題の問いかけたもの―私自身の問題として―」を発表した。
1998年6月には「引揚者の中の強姦妊婦及び性病感染者の保護について」を発表。2010年に『慰安婦と医療の係わりについて』を刊行した（梓書院）。